# Estação 9th Street (PATH)
9th Street é uma estação do sistema PATH. Localizada na interseção entre a 9th Street e Sexta Avenida, no bairro de Greenwich Village em Manhattan, Nova Iorque. É servida pelas rotas Hoboken–33rd Street e Journal Square–33rd Street nos dias de semana, e pelo serviço Journal Square–33rd Street (via Hoboken) nos finais de semana.

## História

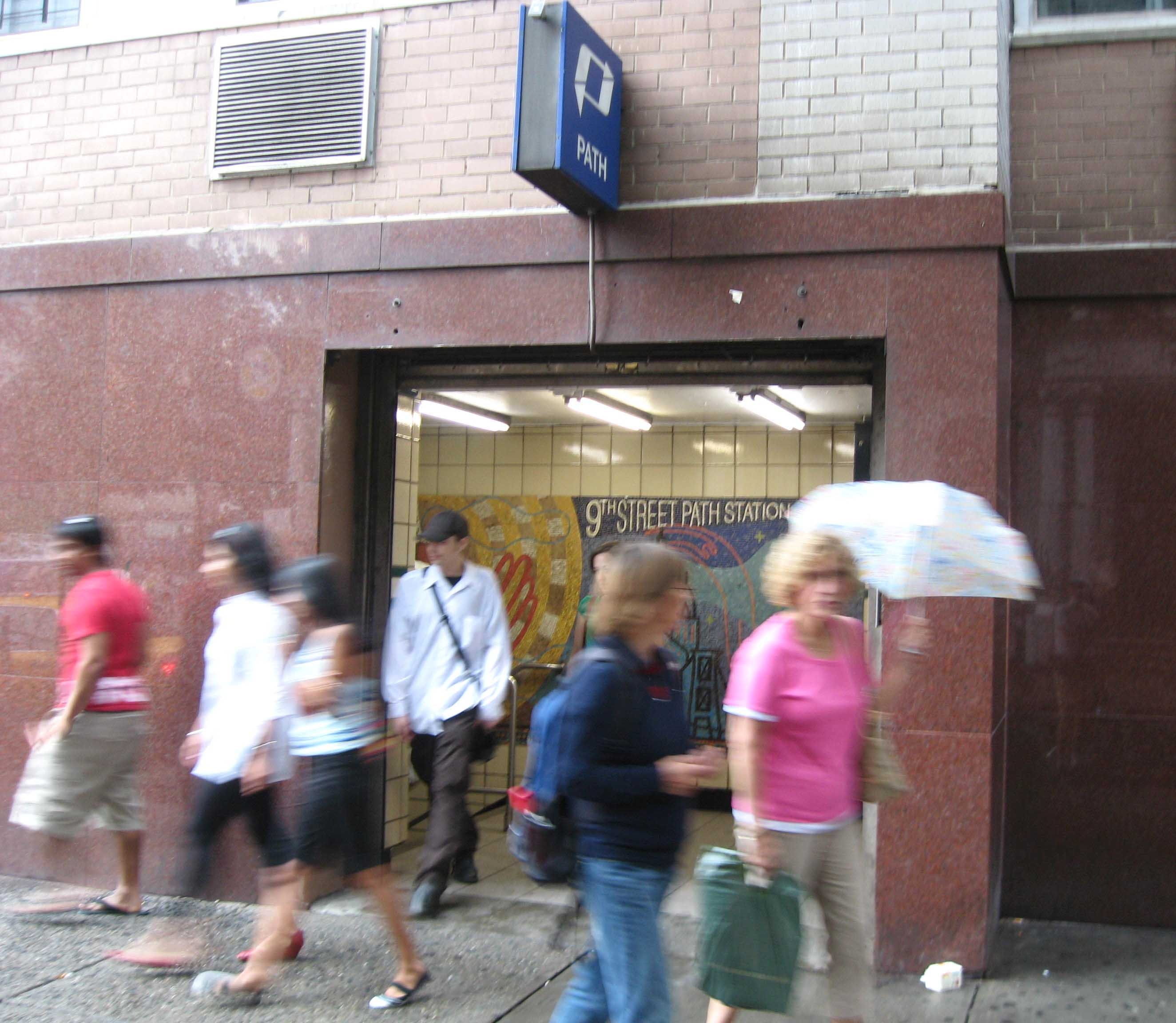
Entrada na rua

A construção da estação 9th Street foi particularmente dificultosa. Em 1900, operários da Hudson and Manhattan Railroad (H&M), a predecessora da PATH, tiveram que remover areia movediça na água de um antigo córrego abaixo. O trabalho deles era muito difícil já que não podiam interromper o tráfico na Sexta Avenida. Em 1907, a Degnon Contracting Company, que estava construindo uma extensão da H&M ao norte da 9th Street, declarou que a água havia secado, aliviando assim os proprietários da região, que haviam gastado milhares de dólares em bombas para proteger suas propriedades da água.
A estação foi aberta em 25 de fevereiro de 1908 como parte de uma extensão da H&M entre Nova Jérsei e a 33rd Street. Originalmente havia uma saída no lado ocidental da Sexta Avenida entre Waverly Place e a Avenida Greenwich. Ela foi removida em 1941.
Após os ataques de 11 de setembro de 2001, que causaram a destruição da importante estação World Trade Center, a estação 9th Street passou por grande superlotação. Em 2002, a estação foi usada em média por 8 900 pessoas por dia, e por cerca de 3 496 milhão naquele ano, uma média 54% maior comparado com os 1 496 milhão de passageiros que utilizaram a estação no ano anterior. Mesmo que uma nova estação no World Trade Center já foi aberta, a Autoridade Portuária pretende construir uma segunda entrada (aguardando análise ambiental) para a estação, enfrentando oposição por parte dos moradores locais. Os opositores do projeto temem que a construção da nova entrada da estação danifique os frágeis edifícios históricos do bairro, em razão da vibração que seria causada, e interrompa o tráfego e atividade comercial.

## Leiaute da estação
| G  | Nível da rua                  | Saída/entrada, ônibus |
| B1 | Ao sul                        | ← HOB–33 nos dias de semana para Hoboken (Christopher Street) ← JSQ–33 (via HOB nos finais de semana) para Journal Square (Christopher Street) |
| B1 | Plataforma central e catracas | |
| B1 | Ao norte                      | → HOB–33 nos dias de semana para 33rd Street (14th Street) → → JSQ–33 (via HOB nos finais de semana) para 33rd Street (14th Street) →          |

Em concordância com o padrão das entradas da PATH em Manhattan, a entrada da estação 9th Street é adjacente lado de um edifício no lado oriental da Sexta Avenida. Passageiros descem por algumas escadarias e passam por um túnel para chegar à plataforma. Essa estação subterrânea inclui duas linhas férreas e uma plataforma central e está localizada sob a Christopher Street, a sudoeste da curva das linhas férreas sob a Sexta Avenida. As linhas férreas locais da linha da Sexta Avenida da IND estão a leste das da PATH, e as linhas expressas estão abaixo, não sendo visíveis dessa estação.
A leste da estação, as linhas férreas passam por uma curva para a Sexta Avenida, enquanto que o túnel continua em reta, uma preparação para uma junção com um ramal nunca construído que operaria até Astor Place na linha da Avenida Lexington da IRT.:22 A seção ampliada do túnel em preparação para o ramal Astor Place continua por 76 m. Uma grande parte da tuneladora utilizada na construção original ainda permanece nos túneis, que também estão cheios de equipamentos.:20 